# Avra Valley
Avra Valley es un lugar designado por el censo ubicado en el condado de Pima en el estado estadounidense de Arizona. En el Censo de 2010 tenía una población de 6050 habitantes y una densidad poblacional de 105,28 personas por km².

## Geografía
Avra Valley se encuentra ubicado en las coordenadas 32°25′10″N 111°20′21″O / 32.41944, -111.33917. Según la Oficina del Censo de los Estados Unidos, Avra Valley tiene una superficie total de 57.46 km², de la cual 57.46 km² corresponden a tierra firme y (0%) 0 km² es agua.

## Demografía
Según el censo de 2010, había 6.050 personas residiendo en Avra Valley. La densidad de población era de 105,28 hab./km². De los 6.050 habitantes, Avra Valley estaba compuesto por el 82.64% blancos, el 1.88% eran afroamericanos, el 2.33% eran amerindios, el 0.35% eran asiáticos, el 0.13% eran isleños del Pacífico, el 9.14% eran de otras razas y el 3.52% pertenecían a dos o más razas. Del total de la población el 22.84% eran hispanos o latinos de cualquier raza.